# القلب ليس خطأ أبدا
القلب ليس خطأ أبدا (بالإسبانية: El corazón nunca se equivoca)‏ هي مسلسل تلفزيوني مكسيكي بث في 2019.

## روابط خارجية
- القلب ليس خطأ أبدا على موقع IMDb (الإنجليزية)
- القلب ليس خطأ أبدا على موقع كينوبويسك (الروسية)
- القلب ليس خطأ أبدا على موقع قاعدة بيانات الفيلم (الإنجليزية)